# Nirvana (disc)
Nirvana és un disc recopilatori de Nirvana, grup estatunidenc del gènere musical grunge. El disc es va llançar el 29 d'octubre del 2002.

## Significat
Nirvana és el tercer llançament del grup des que va morir-se en Kurt Cobain, l'abril del 1994. A més, és el primer disc que té material inèdit d'estudi; té la cançó inèdita anomenada You Know You're Right, que fou enregistrada durant l'última sessió d'estudi del grup el dia 30 de gener del 1994 als estudis d'en Robert Lang, a Seattle. Inclou una selecció de les cançons més populars del grup, seleccionades dels discs Nevermind i In Utero, quatre cançons prèvies a Nevermind, i també dues cançons de la presentació del grup al MTV Unplugged de final del 1993. Nirvana va encetar el número 3 de la llista Billboard 200, però va rebre crítiques dels seguidors més antics del grup, ja que era molt curt i no hi havia les cançons clau. Tot i les queixes dels fans, és considerat un disc molt bo.

## Disputa legal
Nirvana es va llançar després d'una llarga batalla legal entre la vídua d'en Cobain, la Courtney Love, i els altres dos membres del grup, en Krist Novoselic i en Dave Grohl. Bona part de la disputa es va centrar en You Know You're Right, que en Novoselic i en Grohl volien llançar en una capsa estoig (que finalment va sortir dos anys després amb el nom de 'With The Lights Out'), però que la Love va considerar que havia de sortir en un disc de grans èxits pel gran potencial comercial que tenia.

## Curiositats
- A banda de You Know You're Right, el disc té dues cançons que es poden considerar com «estranyeses» per la seva poca disponibilitat: la versió de l'EP Blew de 'Been a Son', i la remescla de 'Pennyroyal Tea', que va aparèixer en les versions de Wal-Mart i Kmart de In Utero. Aquesta versió havia de sortir en un senzill i dur el mateix nom, però no va sortir mai.
- La nota inclosa en el llibret del disc la va escriure l'editor de la revista Rolling Stone, en David Fricke.

## Senzills
| Any  | Senzill               | Llista                                    | Posició |
| ---- | --------------------- | ----------------------------------------- | ------- |
| 2002 | You Know You're Right | Cançons de Rock Mainstream (Estats Units) | Núm. 1  |
| 2002 | You Know You're Right | Cançons de Rock Modern (Estats Units)     | Núm. 1  |
| 2002 | You Know You're Right | Billboard Hot 100                         | Núm. 45 |
| 2002 | You Know You're Right | Triple J Hot 100 (Austràlia)              | Núm. 12 |

## Posicions a les llistes
| Any  | Disc    | Llista                                  | Posició  |
| ---- | ------- | --------------------------------------- | -------- |
| 2002 | Nirvana | Llista oficial d'Austràlia              | Núm. 1   |
| 2002 | Nirvana | Llista oficial d'Àustria                | Núm. 1   |
| 2002 | Nirvana | Llista oficial de Suïssa                | Núm. 2   |
| 2002 | Nirvana | Llista oficial d'Irlanda                | Núm. 2   |
| 2002 | Nirvana | Llista oficial de Bèlgica               | Núm. 2   |
| 2002 | Nirvana | Llista oficial de Nova Zelanda          | Núm. 2   |
| 2002 | Nirvana | Llista oficial del Canadà               | Núm. 2   |
| 2002 | Nirvana | Billboard 200                           | Núm. 3   |
| 2002 | Nirvana | Llista oficial de discs dels Regne Unit | Núm. 3   |
| 2002 | Nirvana | Llista oficial de discs d'Alemanya      | Núm. 5   |
| 2002 | Nirvana | Llista oficial de Noruega               | Núm. 5   |
| 2002 | Nirvana | Llista oficial d'Holanda                | No. 6    |
| 2002 | Nirvana | Llista oficial de Dinamarca             | Núm. 6   |
| 2002 | Nirvana | Llista oficial d'Itàlia                 | Núm. 6   |
| 2002 | Nirvana | Llista oficial de discs del Japón       | Núm. 6   |
| 2002 | Nirvana | Lista oficial de Finlandia              | Núm. 9   |
| 2002 | Nirvana | Lista oficial de Suïssa                 | Núm. 10  |
| 2002 | Nirvana | Llista oficial d'espanya                | Núm. 11  |
| 2002 | Nirvana | Llista oficial de Portugal              | Núm. 24  |
| 2002 | Nirvana | Lista oficial d'Hongria                 | Núm. 106 |

## Participants
- Nirvana - Productor
  - Kurt Cobain - Guitarra, Veu
  - Krist Novoselic - Baix
  - Dave Grohl - Bateria, segona veu
  - Chad Channing - Bateria a 2 i 3
- Pat Smear - 2ª guitarra a 13, 14 i en sengles pistes extra
- Dan Peters - Bateria a 4
- Kera Schaley - Violoncel a 12
- Lori Goldston - Violoncel a 13, 14 i en sengles pistes extra
- Steve Albini - engenyer, mescla
- James Barber - Director del projecte
- Corbis Bettman - Fotografia
- Jack Endino - enginyer, Mescla
- Robert Fisher - Direcció d'art
- Steve Fisk - enginyer, Mescla
- Adam Kasper - engenyer, Mescla
- Scott Litt - Fotografia, Mescla
- Bob Ludwig - Masterització
- Michael Meisel - Director del projecte
- Frank Micelotta - Fotografia
- Frank Ockenfels - Fotografia
- Charles Peterson - Fotografia
- Redferns - Fotografia
- John Silva - Director del projecte
- Andy Wallace - Mescla

## Vendes
- Suïssa: 2002: Or; 2003; Platí
- Japó: 2 de novembre de 2002, 21 setmanes: 165.191
- Austràlia. 3 platí (2012).[1]